# Wilton (Wiltshire)
Wilton è un paese di 3 873 abitanti della contea del Wiltshire, in Inghilterra.